# 乐巴铁路
乐巴铁路是广巴铁路的东段,位于四川省巴中市境内。起自广乐铁路的南江县乐坝镇，至巴州区巴州镇接正在建设中的巴达铁路，铁路全长51.197公里。

## 线路
乐巴铁路是铁道部路网规划中广元至达州铁路的一段，也是宝成、襄渝两大干线铁路之间的一条重要连接线。设计技术等级为地铁I级，预留国铁Ⅱ级基础，正线数目为单线。桥梁58座，隧道17座，涵洞123个，其中桥隧相连就有12处，路基只占到总路线长度的六分之一，最大限制坡度千分之12。设计时速100千米。全线设乐坝、沙河、下两、元潭、巴中5个车站，其中改建乐坝站和新建下两、巴中站为中间站，沙河、元潭站为预留会车站。

## 历史
该项目由铁道部成都铁路局、四川省地方铁路局和巴中市三方合作建设。该线路于2006年7月15日在巴中市吴家河村奠基开工。 线下工程分别由中铁四局和四川省铁路建设公司施工。线上工程(铺轨工程)全部由中铁四局负责。2009年12月30日铺通。总投资8.4942亿元。2010年为配套巴达铁路，乐巴铁路改造为电气化铁路并提速为120千米/小时。2012年3月23日，乐巴铁路正式开通客运运营，成都至巴中站间开行旅客列车2对，车次为成都至巴中的K9392/3、K9396/7次，巴中至成都的K9394/1、K9398/5次，巴中至成都全程用时9个半小时。 